# Johannes von Dambach
Johannes von Dambach OP (auch Johann von Dambach; Zuname auch Tambaco, Cambico, Zumbacho; * 1288 in Dambach, Elsass; † 10. Oktober 1372 vermutlich in Freiburg im Breisgau) war Dominikaner und Magister der Theologie sowie Verfasser mehrerer theologischer Schriften.

## Leben
Johannes von Dambach trat 1308 dem Orden der Dominikaner bei und studierte in Straßburg. Beim anschließenden Studium an der Universität Köln war er Schüler des Meister Eckhart. An der Universität Paris, wo er ebenfalls studierte, lernte er den Theologen Johannes Tauler kennen. Nachdem er 1338 aus Straßburg vertrieben worden war, trat er 1340 in den Basler Konvent der Dominikaner ein. Nach weiteren Studien in Bologna und Montpellier erwarb er 1347 den Grad eines Magisters der Theologie. Im selben Jahr wurde er zum ordenseigenen Generalstudium nach Prag entsandt. Dort wurde er vom böhmischen König Karl IV. mit der Vorbereitung des theologischen Studiums an der neu gegründeten Prager Karlsuniversität betraut.
Während seines Prager Aufenthaltes verfasste er unter anderem die Exhortatio ad Carolum IV., in der er den König aufforderte, er möge sich bei der Kurie in Avignon für die Rücknahme des Interdikts einsetzen. 1350–1356 soll er sich in Paris aufgehalten haben und danach in Straßburg. In seinen letzten Lebensjahren wirkte er nur noch schriftstellerisch. Seine Werke gewannen einen großen Einfluss auf die Frömmigkeit des 14. und 15. Jahrhunderts.

## Werke (Auswahl)
- Exhortatio ad Carolum IV.
- De consolatione theologiae/Consolatorium theologicum Joannis de Tambaco, Martinus de Werdena, Coloniae, 1509 (Digitalisat)
- De sensibilibus deliciis paradisi
- De culpa et gratia